# The Christmas Chronicles 2
The Christmas Chronicles 2 is een Amerikaanse komische kerstfilm uit 2020, geregisseerd door Chris Columbus.

## Verhaal
Kate Pierce is een cynische tiener geworden en brengt haar kerstvakantie door in Cancun en besluit weg te lopen. Ze zal echter weer samenwerken met de kerstman als een mysterieuze slechterik de kerst dreigt weg te nemen.

## Rolverdeling
| Acteur                    | Personage         |
| ------------------------- | ----------------- |
| Kurt Russell              | Santa Claus       |
| Goldie Hawn               | Mevrouw Claus     |
| Darby Camp                | Kate Pierce       |
| Kimberly Williams-Paisley | Claire Pierce     |
| Jahzir Bruno              | Jack Booker       |
| Julian Dennison           | Belsnickel        |
| Judah Lewis               | Teddy Pierce      |
| Sunny Suljic              | Jonge Doug Pierce |
| Darlene Love              | Grace             |

## Release en ontvangst
The Christmas Chronicles 2 werd uitgebracht op 25 november 2020 door Netflix. De film ontving gemengde recensies van de Amerikaanse filmpers. Op Rotten Tomatoes heeft The Christmas Chronicles 2 een waarde van 68% en een gemiddelde score van 5,70/10, gebaseerd op 57 recensies. Op Metacritic heeft de film een gemiddelde score van 51/100, gebaseerd op 12 recensies.

## Prijzen en nominaties
| Jaar | Prijs       | Categorie                                                                   | Genomineerde(n)                                                             | Uitslag     |
| ---- | ----------- | --------------------------------------------------------------------------- | --------------------------------------------------------------------------- | ----------- |
| 2021 | Annie Award | Outstanding Achievement for Character Animation in a Live Action Production | Outstanding Achievement for Character Animation in a Live Action Production | Genomineerd |